# 遺構面

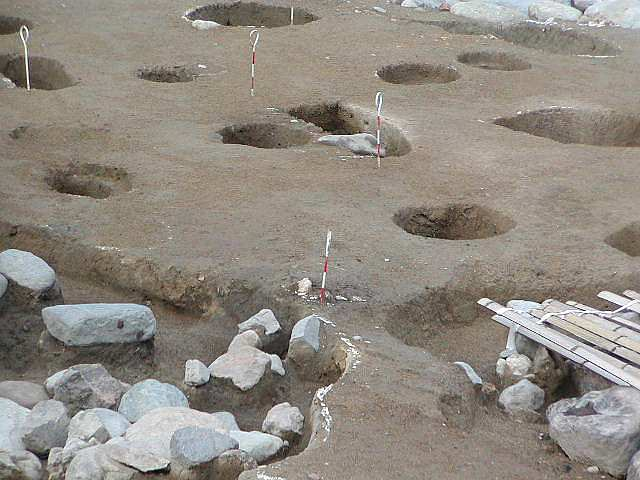
石川県加賀市の九谷A遺跡発掘調査における遺構検出面。

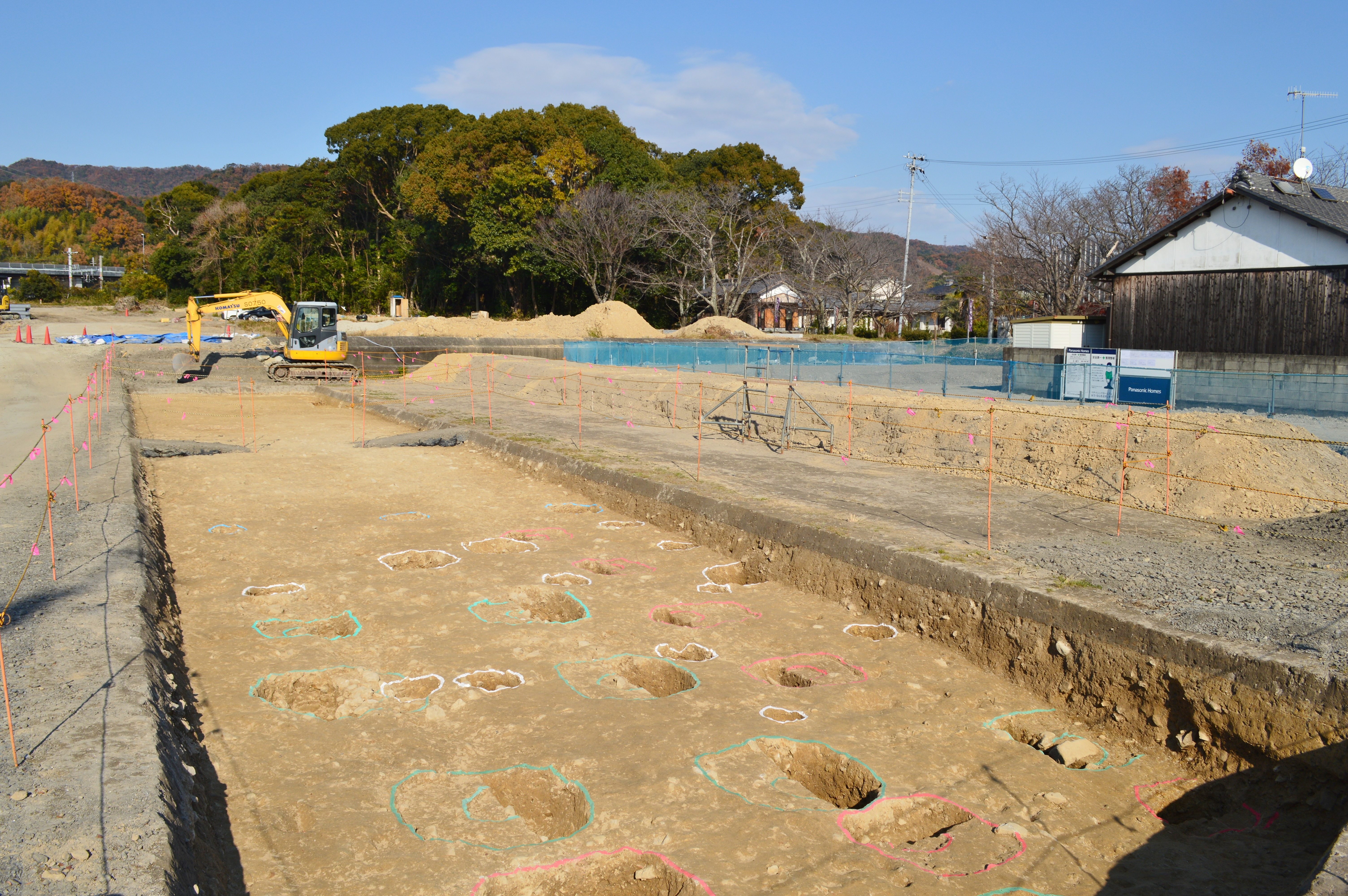
和歌山県和歌山市の府中遺跡発掘調査における紀伊国府関連遺構（大型建物）の遺構検出面。

遺構面（いこうめん）とは、考古学研究や埋蔵文化財保護を目的とした遺跡の発掘調査における土層の掘削過程において、各種遺構（土坑や溝・柱穴（ピット）・竪穴建物跡など）を平面的に捉えることができる発掘調査区内の掘り下げ面のこと。遺構形成当時の生活面を示すが、本来の生活面（純粋な遺構面）よりやや深く掘り下げなければ遺構の輪郭を捉えられない場合も多く、その場合は遺構検出面（いこうけんしゅつめん）または遺構確認面（いこうかくにんめん）と呼ぶ事がある。

## 概要

### 土層の構造

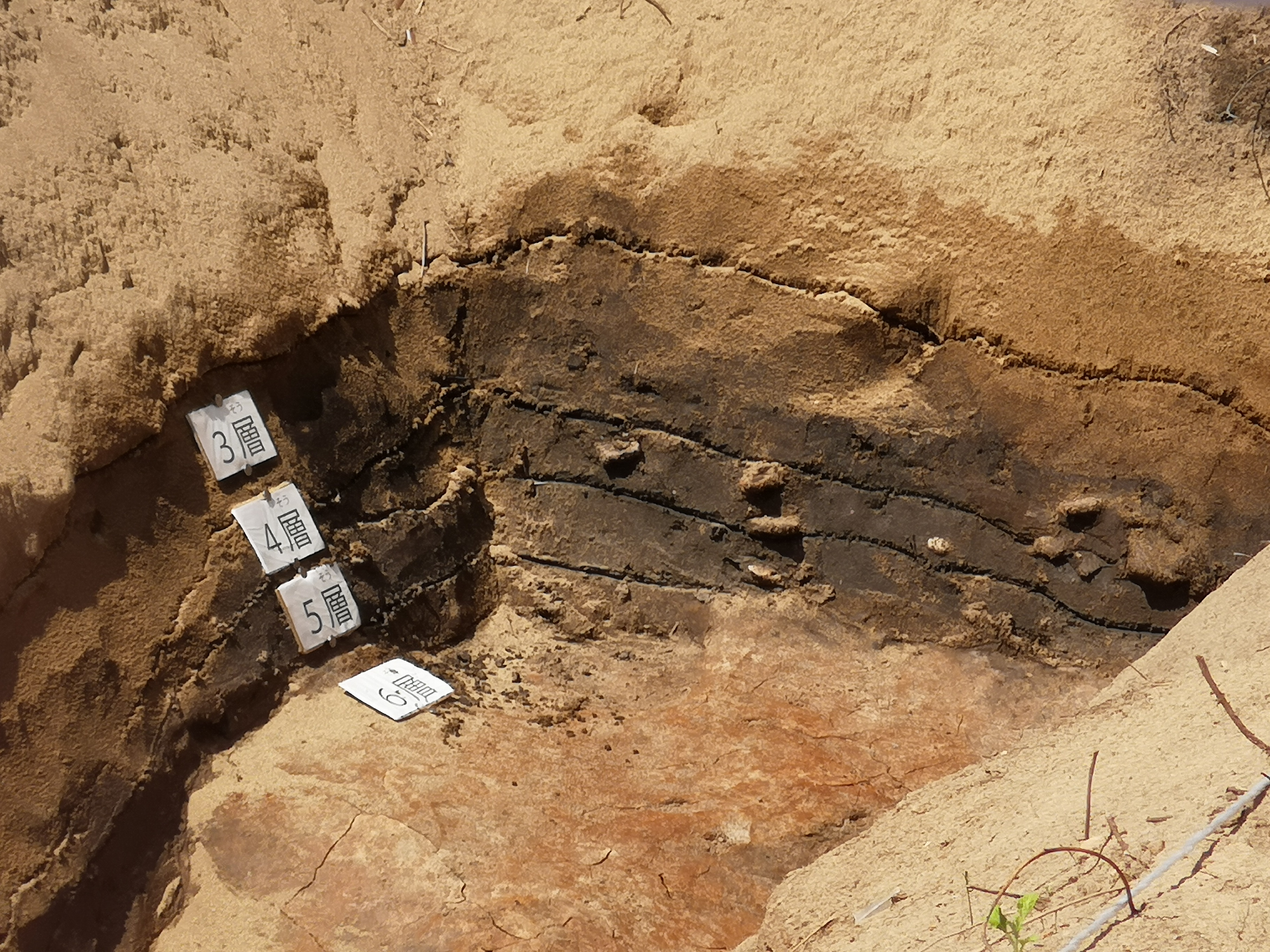
京都府京丹後市の浜詰遺跡発掘調査における基本土層・基本層序。

大地には、河川による運搬作用（洪水・土石流含む）のほか、風に飛ばされた砂塵・火山噴出物の降下、さらに動・植物に由来する有機物の影響による土壌生成作用などにより、土砂・土壌が常に堆積し積み重なり続けている。これらの堆積物は、内部に含まれる微粒子の成分や大きさ・色が、堆積した年代や成因によって異なるため、水平の層を形成する。これは地質学や地形学・土壌学では地層と呼ばれるものだが、日本考古学界では「土層」と呼ばれている。
これら、運搬・降下など自然営力で形成された層（自然堆積層）や有機質土壌で形成された層（古土壌）のほか、さらに人類が整地などの目的で外部から持ち込んだ搬入土の層（客土層）・貝塚の貝層に代表されるゴミの堆積層（廃棄物集積層）・水田や畑など下層を耕すことで形成された層（作土層）などのいわゆる人為層が、繰り返し堆積して形成された、ある土地（あるいはある遺跡の調査区内）を構成する基本的な堆積土層を「基本土層」といい、その堆積順序（層序）を「基本層序」という。

### 遺跡の形成
人類が過去のある時期に活動した土地では、当時使われた土器や石器・木器・金属器などの遺物が、上述の基本土層の形成に伴って土層中に埋没していくが、これら遺物を包含する土層は遺物包含層（または文化層）と呼ばれている。
またこれと同じ土地で、人類が過去のある時代に建築した建物（竪穴建物・掘立柱建物・柱穴等）やその他の土木施設（落とし穴などの土坑・城の堀などの溝・井戸など）は、その当時の地表面（生活面）から地中へ掘り込まれた「穴」であり、それらが役目を終え放棄された後は、内部に土砂・土壌が堆積・充填し、さらに上部を新たな堆積土が覆うことで土層中に埋没していく。これらが考古学における遺構と呼ばれるものである。これら、基本土層中に形成された遺物包含層と、土層中に掘り込まれた遺構からなる人類活動の痕跡が、今日遺跡（周知の埋蔵文化財包蔵地）と呼ばれているものである。
なお上記では、遺構の例として竪穴建物や溝など、当時の地表面への掘り込み（掘削）を行うものを挙げたが、古墳その他の塚・城の土塁・竪穴建物の周堤など、当時の地表面に盛土した構造物も遺構である。
また、水田や畑を耕すことで形成された作土は、面的な広がりを持ち遺跡地内の基本土層に組み込まれるが、畔や畝などを持つため遺構としても扱われる。

### 遺構面の検出
発掘調査は、調査区を設定した範囲で、表土と呼ばれる現地表面直下の最上位の土壌や、現代の整地層・作土層を重機（バックホー）で除去し、下の基本土層（遺物包含層）を面的に表出させる工程から開始される。
この包含層を、シャベル（円匙や剣型・角型スコップ）を使って一定の深さで徐々に面的に掘り下げ、鋤簾（ジョレン）を用いて本来の土層から剥がれた土砂を除去し、土層面に掘り込まれた遺構（竪穴建物や溝など）の輪郭とその覆土を検出する（遺構検出）。この遺構の輪郭を捉えられた掘り下げ面が遺構面である。
ただし、掘削中の遺物包含層と、掘り込まれた遺構の年代とが同じである場合（その包含層の堆積時期中に掘り込まれ、埋没した遺構である場合）、包含層の土質と遺構覆土の土質がほぼ同一であるため、輪郭が捉えられず、遺構本来の掘り込み上面（生活面）を捉えることが困難である場合が多い。そのため多くの場合、その包含層と、1つ下の土質の異なる包含層との境界面（層理面）までを掘り下げ、包含層と遺構覆土の土質・色の違いを鮮明にして遺構検出が行われる。この場合、遺構本来の掘り込み面（遺構面）と、実際に遺構が検出できた面とが一致しないため、「遺構検出面（または遺構確認面）」と呼ばれることがある。
1つの遺構（検出）面を検出し、全ての遺構の調査工程（覆土掘削、内部の遺物の実測と取り上げ、遺構の平・断面の実測、写真撮影など）が終わると、その遺構面を成していた包含層の掘り下げを行い、次の層理面上でより古い年代の遺構検出を行う。多くの年代にまたがる複合遺跡の場合、この遺物包含層掘削→遺構検出（第1遺構面）→遺構調査→下層の遺物包含層掘削→下層の遺構検出（第2遺構面）→下層の遺構調査…を繰り返すことで複数の遺構面を検出し、その遺跡の持つ全年代の遺構を層位ごとに調査する手法が取られる。

## ギャラリー

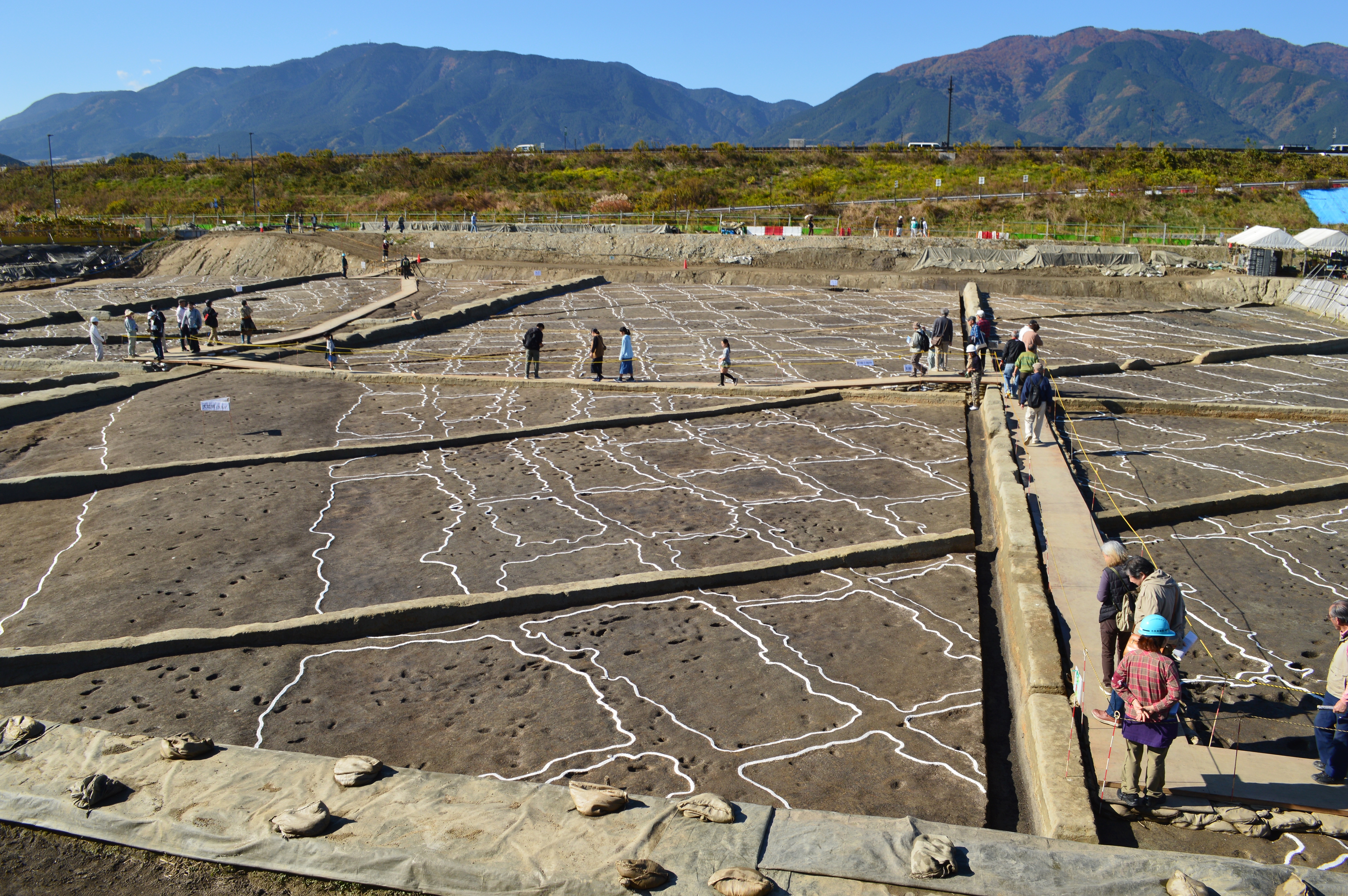
奈良県御所市中西遺跡における弥生時代前期の小区画水田の遺構面（畦畔の区画に沿ってスプレー式ラッカーまたはラインパウダーで白線を引き、遺構の形状を視認しやすくしている）。
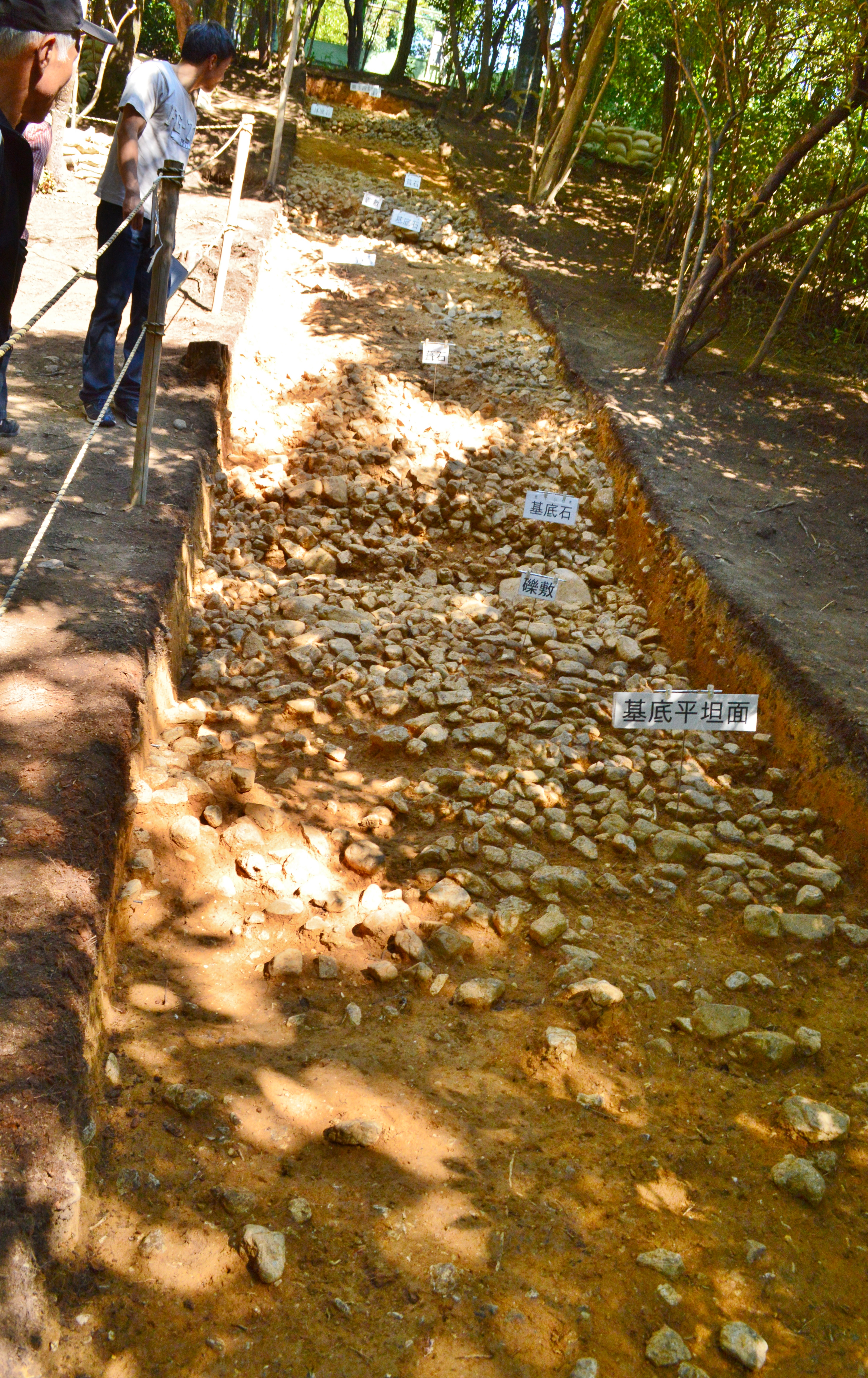
京都府向日市五塚原古墳の遺構面（後円部段築と葺石）。
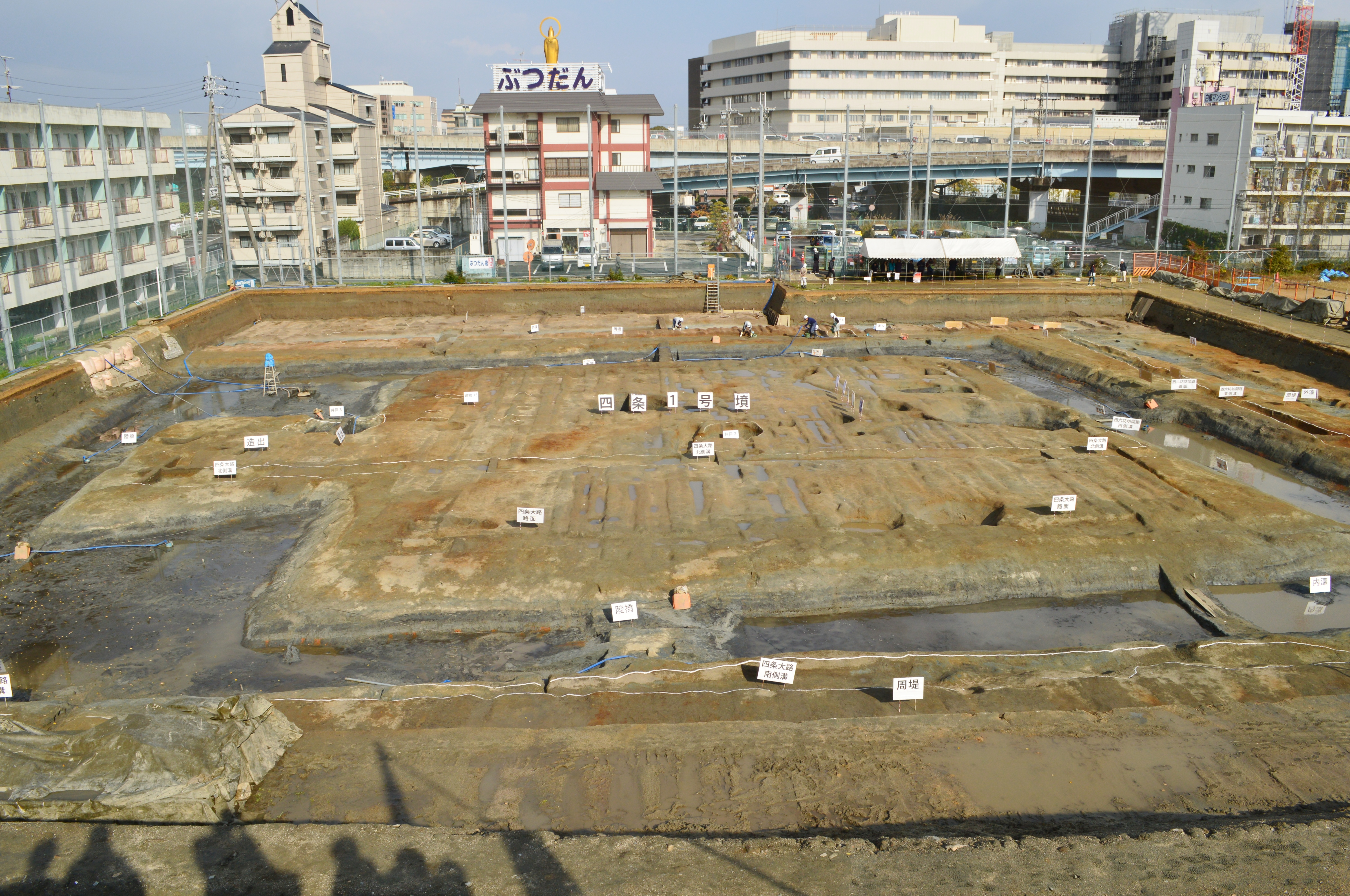
奈良県橿原市四条古墳群の遺構検出面（四条1号墳の周溝検出状況。墳丘部分は後世に削平され、平らになっている）。
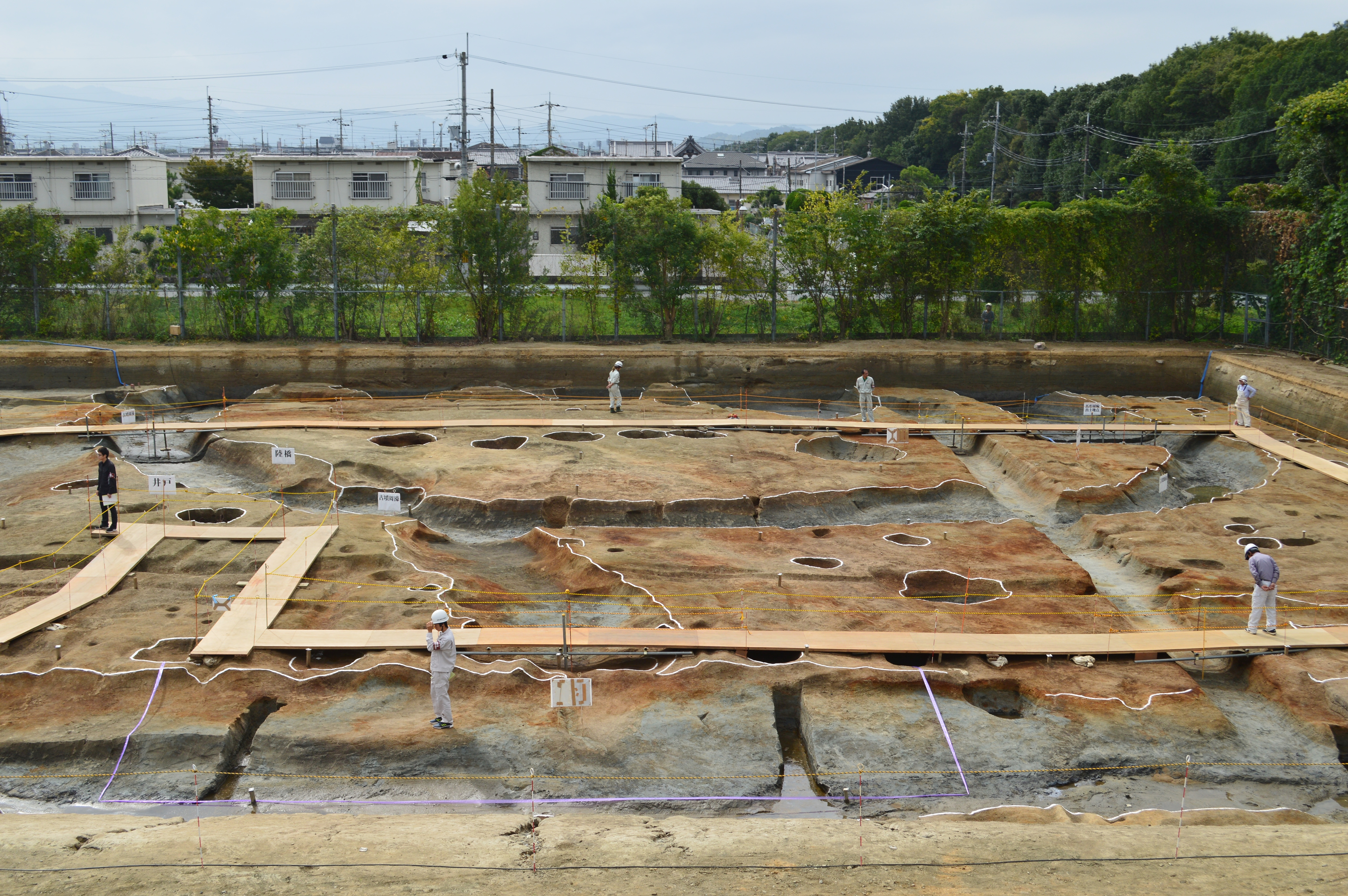
奈良県橿原市四条古墳群の遺構検出面（四条14号墳周溝）。
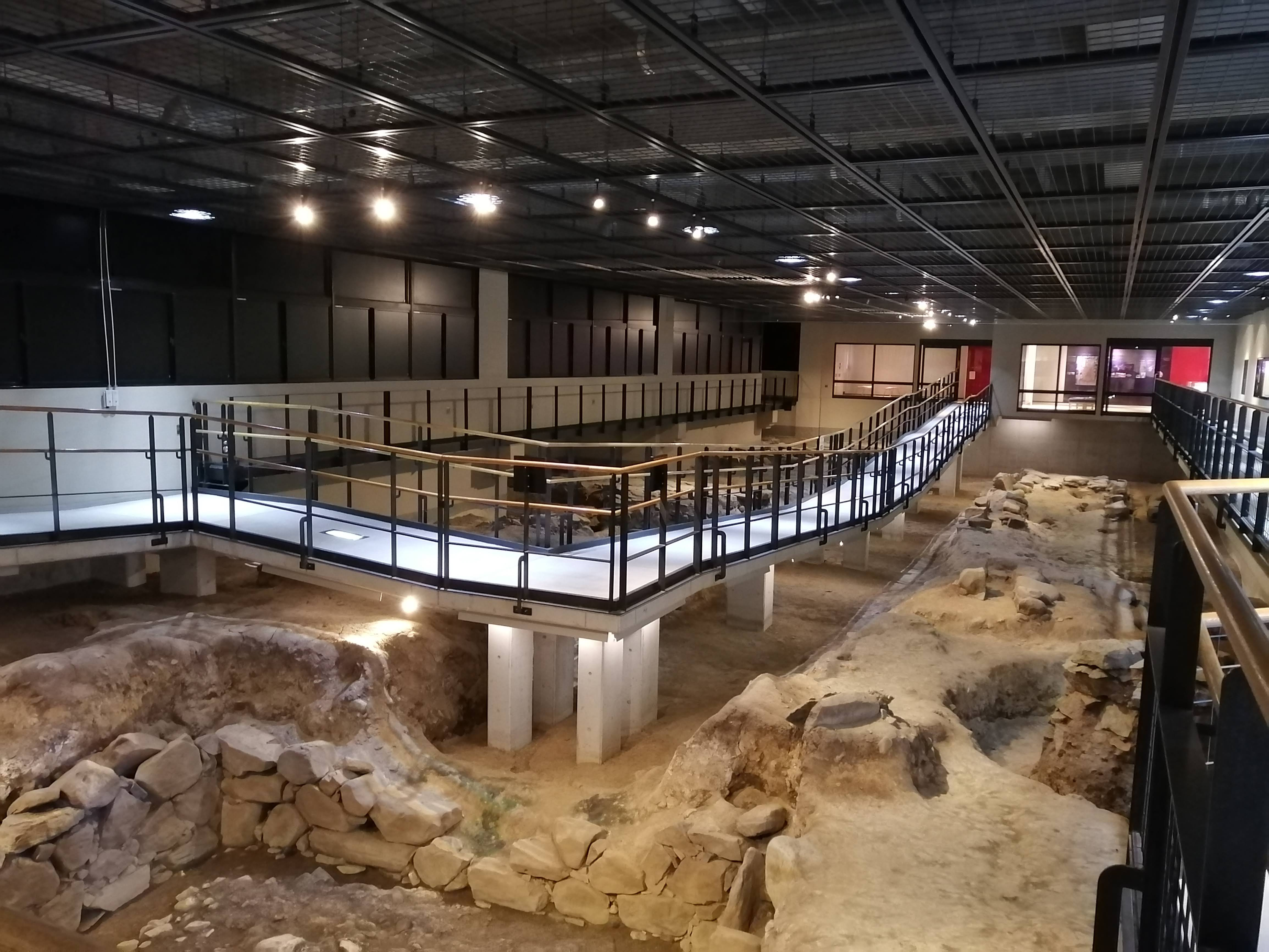
長崎県長崎市サント・ドミンゴ教会跡の遺構検出面（資料館における屋内展示）。
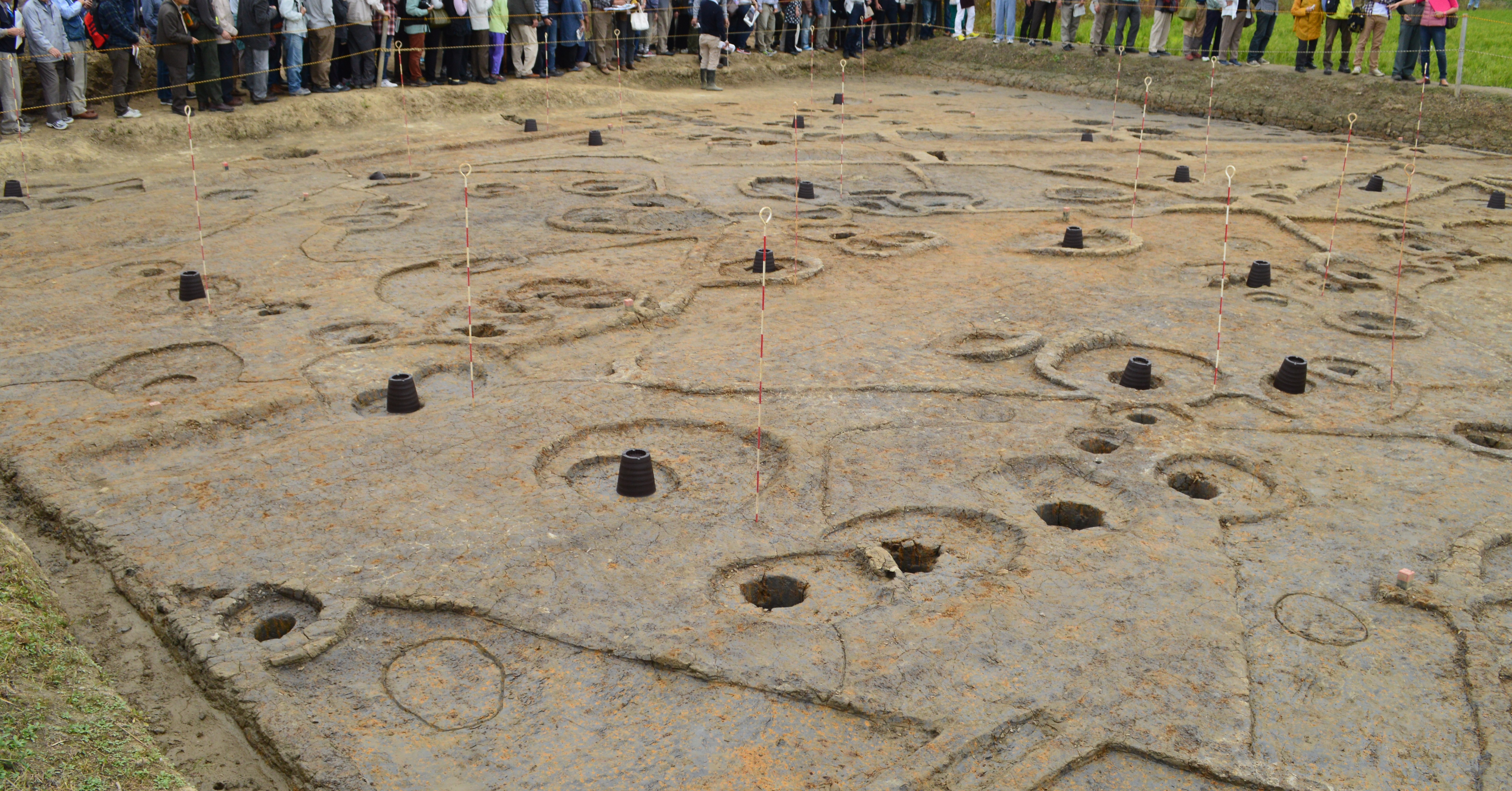
滋賀県彦根市稲部遺跡における遺構検出面。
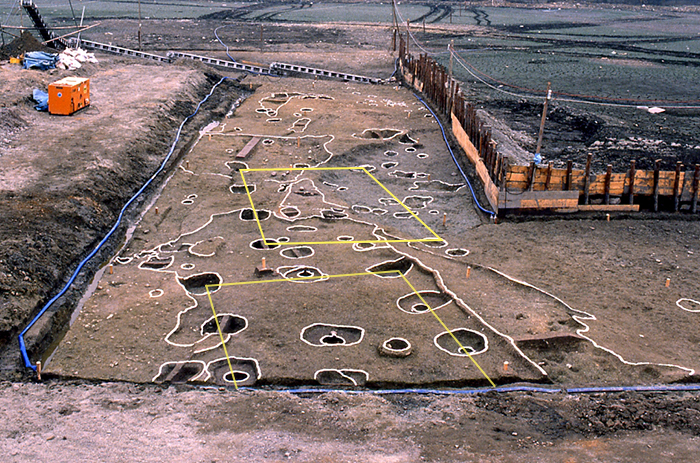
大阪府松原市河合遺跡における中世の遺構検出面（掘立柱建物）。
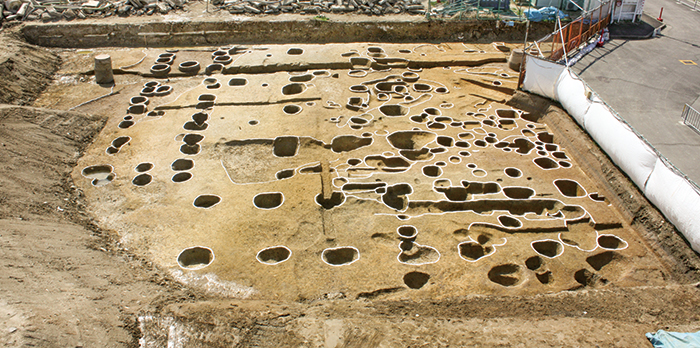
大阪府松原市河合遺跡における奈良時代の遺構検出面（長舎跡）。
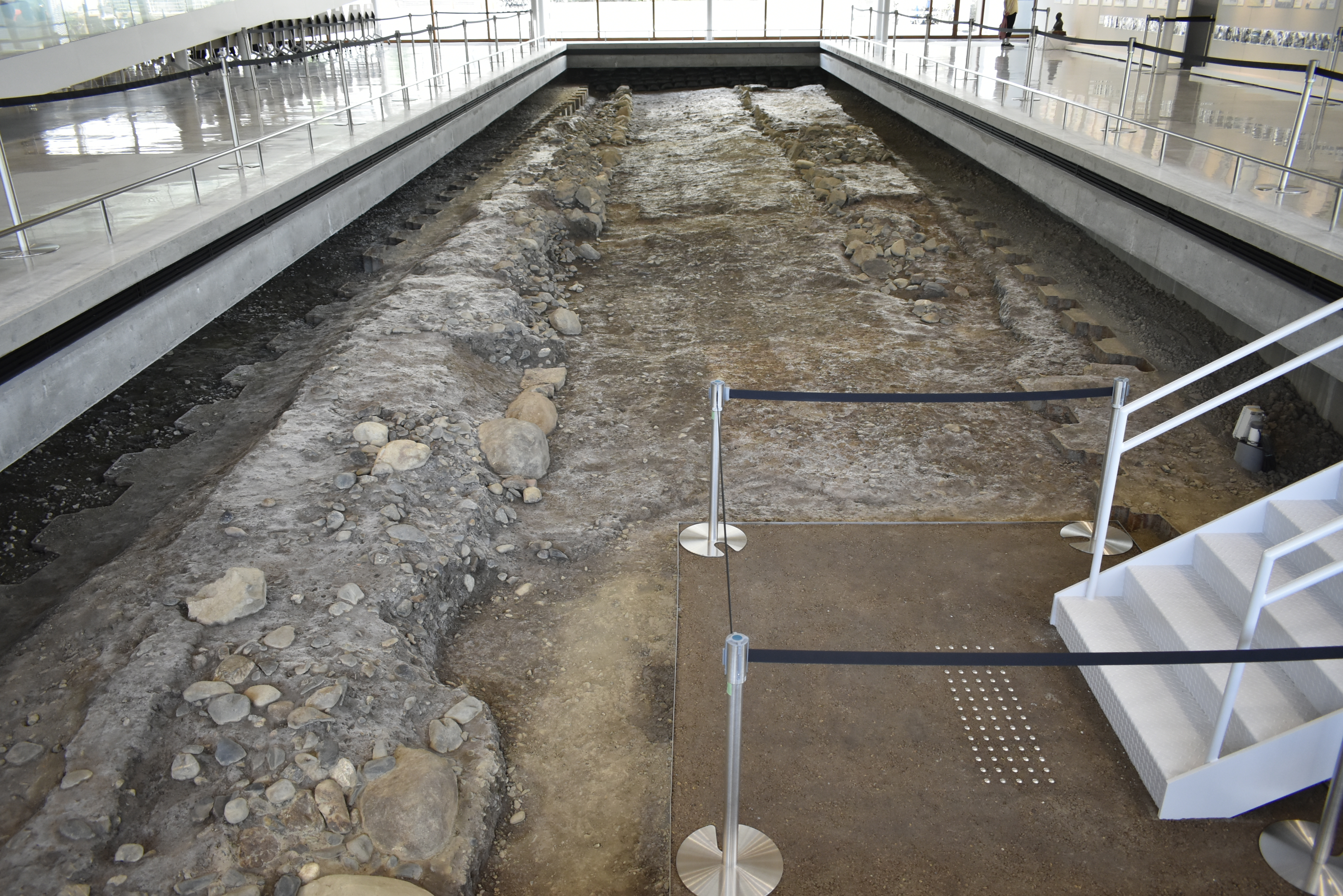
駿府城内の調査で検出された戦国時代末の道路遺構面（静岡市歴史博物館の屋内展示）。